# 9 мая
9 мая — 129-й день года (130-й в високосные годы) по григорианскому календарю.
До конца года остаётся 236 дней.
До 15 октября 1582 года — 9 мая по юлианскому календарю, с 15 октября 1582 года — 9 мая по григорианскому календарю.
В XX и XXI веках соответствует 26 апреля по юлианскому календарю.

## Праздники и памятные дни
См. также: Категория:Праздники 9 мая

### Международные
- ООН — второй из двух дней памяти и примирения, посвящённых памяти жертв Второй мировой войны (с 2005).

### Национальные
- Россия,  Беларусь,  Молдова,  Армения,  Азербайджан,  Грузия,  Республика Абхазия,  Южная Осетия,  Казахстан,  Узбекистан (День памяти и почестей),  Туркменистан,  Кыргызстан,  Таджикистан,  Босния и Герцеговина ( Республика Сербская),  Северная Македония,  Сербия,  Черногория,  Израиль (с 2017 года)[2] — День Победы (1945).
- Джерси — День Освобождения.
- Европейский союз,  Косово,  Молдова,  Украина (с 2023) — День Европы, посвящённый декларации Шумана (1950).
- Латвия — день памяти жертв войны на Украине[3] (с 2022).

### Религиозные
Православие
- Память праведной Глафиры девы (322)[7];
- память священномученика Василия, епископа Амасийского (ок. 322);
- память преподобного Иоанникия Девиченского (XIII) (Сербская православная церковь);
- память святителя Стефана, епископа Великопермского (1396);
- память священномученика Иоанна Панкова, пресвитера, и сыновей его, мучеников Николая и Петра (1918);
- поминовение усопших воинов и всех страдальчески скончавшихся во время Великой Отечественной войны 1941—1945 годов.

### Именины
- Православные: Василий, Иван, Николай, Пётр, Степан, Глафира.

## События
См. также: Категория:События 9 мая

### До XIX века
- 549 — освящение базилики Сант-Аполлинаре-ин-Классе на севере Италии.
- 1386 — Англия и Португалия подписали Виндзорский договор.
- 1502 — Христофор Колумб с небольшой флотилией из четырёх судов и экипажем в 150 человек отплыл из Кадиса в своё последнее, четвёртое путешествие в Америку.
- 1701 — после длившегося почти год расследования проходивший в течение двух дней суд признал капитана Уильяма Кидда виновным в пиратстве и убийстве канонира Мура. Через две недели Кидда повесили.
- 1754 — Бенджамин Франклин опубликовал первую американскую карикатуру «Объединимся или умрём».
- 1791 — Г. А. Потёмкин устроил для Екатерины II пышный бал в только что отстроенном Таврическом дворце, впервые исполнили песню «Гром победы, раздавайся!» композитора О. Козловского на слова Г. Державина[8][9].

### XIX век
- 1832 — 15 вождей индейцев-семинолов подписали договор о продаже их земли во Флориде правительству США и уходе индейцев за реку Миссисипи.
- 1837 — в США на реке Миссисипи погибли 175 человек во время пожара на колёсном пароходе «Sherrod»[10].
- 1868 — небольшой городок на северо-западе Невады Рено получил своё нынешнее название в честь федерального генерала Джесси Рено.
- 1873 — «Долгая депрессия»: на Венской фондовой бирже началась паника.

### XX век
- 1901 — первое заседание австралийского парламента в Мельбурне.
- 1907 — американка Анна Джарвис (Anna Jarvis) начала свою национальную кампанию по учреждению празднования Дня матери в США.
- 1911 — в Китае национализировали железные дороги, что способствовало Хугуанскому кризису[11].
- 1913
  - На экраны Франции вышел фильм «Фантомас» — первая в длинном ряду экранизация похождений зловещего преступника.
  - Первый полёт гидроплана С-10 «Гидро» И. И. Сикорского.[источник?]
- 1915 — вторая битва при Артуа в ходе Первой мировой войны. Продолжалась с 9 мая по 18 июня 1915 года.
- 1918 — расстрел рабочих Ижорского завода — первый случай расстрела большевиками безоружных рабочих.
- 1924 — в Москве основан Музей Революции.
- 1926 — Флойд Беннетт и Ричард Берд, по их словам, на трёхмоторном самолёте конструкции Антона Фоккера (Fokker F.VIIA/3m Josephine Ford) первыми пролетели над Северным полюсом Земли, потратив на перелёт 15 часов 30 минут.
- 1927 — парламент Австралии переехал в новую столицу — Канберру.
- 1936 — Бенито Муссолини объявил о присоединении Эфиопии к Италии.
- 1939 — Японо-китайская война: Наньчанская операция завершилась победой японских войск, китайские войска отступили[12].
- 1941
  - Под давлением Японии режим Виши подписывает мирный договор, по которому Таиланду отошёл Лаос и часть Камбоджи.
  - Советским дипломатам присвоены ранги, аналогичные западноевропейским (употреблялись только за пределами СССР).
  - Английские войска захватили немецкую подводную лодку U-110 вместе с шифровальной машиной «Энигма» и её кодами.
- 1944 — войсками 4-го Украинского фронта освобождён Севастополь.
- 1945 — в СССР впервые отмечен День Победы — праздник победы Красной Армии и советского народа над нацистской Германией в Великой Отечественной войне 1941—1945 годов. Установлен Указом Президиума Верховного Совета СССР от 8 мая 1945 года и отмечается 9 мая каждого года.
- 1946 — король Италии Виктор Эммануил III отрёкся от престола. Новым королём стал Умберто II.
- 1948 — в Чехословакии принята новая конституция, во многом схожая с принятой в 1920 году либеральной Конституцией. Действовала до 1960 года, когда была принята новая конституция ЧССР.
- 1950 — начались первые в Великобритании регулярные пассажирские рейсы вертолётов во время проведения Британской промышленной ярмарки. Полёты между Лондоном и Бирмингемом выполнялись вертолётом S-51 производства фирмы «Вестланд».
- 1952 — во Франции на экран вышел фильм Рене Клемана «Запрещённые игры», названный в следующем году Американской киноакадемией лучшим иностранным фильмом.
- 1955 — ФРГ принята в НАТО.
- 1956 — японец Тосио Иманиси и шерпа Гьялзен Норбу покорили Манаслу.
- 1958
  - В Сан-Франциско (в нём разворачивается действие фильма) состоялась премьера фильма Альфреда Хичкока «Головокружение» (Vertigo) с Джеймсом Стюартом и Ким Новак в главных ролях. Это одна из лучших работ режиссёра, она регулярно попадает в сотню лучших фильмов в любых опросах кинокритиков и любителей кино.
  - Михаил Ботвинник взял реванш у Василия Смыслова и вернул себе звание чемпиона мира по шахматам.
- 1960 — в США Управление контроля качества продуктов и лекарств объявило о предстоящем одобрении первого средства гормональной контрацепции Enovid[13][14].
- 1962 — первый полёт в США вертолёта-крана S-64 И. И. Сикорского.
- 1964 — во главе американского хит-парада оказался джазовый исполнитель — Луи Армстронг с песней «Hello, Dolly».
- 1967
  - Мохаммед Али лишился титула чемпиона мира в тяжёлом весе среди профессионалов советом WBA (Всемирной боксёрской ассоциации) после выдвинутого против него обвинения в отказе служить в армии США.
  - Первый полёт реактивного лайнера Fokker F-28, созданного для региональных линий.
- 1969 — в ходе ревизии католического календаря исключены из списка праздников около двухсот святых и добавлены неевропейские святые.
- 1974 — открыт первый участок Пражского метрополитена.
- 1976
  - Близ Мадрида (Испания) разбился иранский Boeing 747. Самолёт взорвался в воздухе после попадания молнии.
  - Резня Монтехурра в Испании — нападение ультраправых на фестиваль левых сил.
- 1977 — в результате пожара в отеле «Полен» (Амстердам, Нидерланды), погибли 33 человека.
- 1987 — катастрофа Ил-62 польских авиалиний на окраине Варшавы, в результате которой погибли 183 человека. Крупнейшая авиакатастрофа в истории Польши.
- 1992 — Вооружённые силы непризнанной Нагорно-Карабахской Республики взяли город Шуша.
- 1996 — официальным талисманом Linux стал Tux.
- 1998 — в Бирмингеме на песенном конкурсе «Евровидение» с песней «Diva» победила представлявшая Израиль трансгендерная певица Дана Интернешнл.

### XXI век
- 2001 — в результате давки на расположенном в столице Ганы стадионе погибли 126 человек.
- 2003 — на Запорожском автозаводе собраны первые экземпляры новых моделей автомобилей Opel — Corsa, Astra и Vectra.
- 2010 — в ночь с 8 на 9 мая в городе Междуреченске Кемеровской области произошёл взрыв метана на шахте Распадская.
- 2011 — во Львове произошли столкновения сторонников и противников празднования Дня Победы под красными флагами.
- 2012 — в ходе показательного полёта в Индонезии российский самолёт Sukhoi Superjet 100 врезался в гору Салак, погибли все 45 человек.
- 2018 — в Кении в результате прорыва дамбы погибли 48 человек.
- 2022 — Президент США Джо Байден подписал закон о ленд-лизе в защиту демократии на Украине от 2022 года.

## Родились

### XV—XVIII вв.
См. также: Категория:Родившиеся 9 мая
- 1439 — Пий III (в миру Франческо Нанни Тодескини-Пикколомини; ум. 1503), 215-й папа римский (в 1503).
- 1567 — Клаудио Монтеверди (ум. 1643), итальянский композитор («Орфей», «Ариадна», «Коронация Поппеи» и др.).
- 1709 — Якоб Штелин (ум. 1785), российский гравёр, картограф, медальер, первый историк русского искусства, создатель уникального театра фейерверков.
- 1741 — Джованни Паизиелло (ум. 1816), итальянский композитор, представитель неаполитанской оперной школы.
- 1773 — Жан Шарль Леонар Симонд де Сисмонди (ум. 1842), швейцарский экономист и историк.
- 1783 — Александр Росс[англ.] (ум. 1856), канадский торговец пушниной, основатель ряда городов в Британской Колумбии.

### XIX век
- 1826 — Грегорио Гутьеррес Гонсалес[исп.] (ум. 1872), последний колумбийский поэт-романтик.
- 1835 — Максим Антонович (ум. 1918), российский литературный критик, публицист и философ.
- 1837 — Адам Опель (ум. 1895), немецкий промышленник, основатель компании «Adam Opel GmbH», в настоящее время известного производителя автомобилей.
- 1841 — Грегор Краус (ум. 1915), немецкий профессор ботаники, директор ботанического сада в Галле.
- 1844 — Бели Бойд (ум. 1900), шпионка Конфедерации во время Гражданской войны в США.
- 1845 — Густаф де Лаваль (ум. 1913), шведский инженер и изобретатель.
- 1849 — Витольд Цераский (ум. 1925), российский астроном, один из пионеров применения фотографии в астрономии.
- 1860 — сэр Джеймс Мэтью Барри (ум. 1937), шотландский драматург и писатель-романист.
- 1871 — великий князь Георгий Александрович (ум. 1899), сын императора Александра III, председатель Русского астрономического общества, создатель первой русской горной обсерватории.
- 1874 — Говард Картер (ум. 1939), британский археолог-египтолог, в 1922 г. открывший гробницу Тутанхамона.
- 1877 — Архиепископ Лука (в миру Валентин Феликсович Войно-Ясенецкий; ум. 1961), российский и советский хирург, русский религиозный философ, богослов, писатель, архиепископ Крымский и Симферопольский.
- 1882 — Генри Кайзер (ум. 1967), американский промышленник, строитель дорог, мостов, дамб, туннелей, автомобилей.
- 1883 — Хосе Ортега-и-Гассет (ум. 1955), испанский философ, публицист, социолог и эссеист.
- 1887
  - Николай Мельницкий (ум. 1965), российский военный лётчик и спортсмен, серебряный призёр Олимпийских игр 1912 г. по стрельбе из пистолета.
  - Николай Тырса (ум. 1942), русский советский живописец, график, книжный иллюстратор.
- 1889 — Чжан Цюнь (ум. 1990), китайский политик, глава правительства Китая (1947—1948).
- 1892 — Николай Ходатаев (ум. 1979), русский советский художник-мультипликатор.
- 1895
  - Лучиан Блага (ум. 1961), румынский поэт, переводчик, драматург, журналист, философ-рационалист, дипломат, профессор.
  - Ричард Бартелмесс (ум. 1963), американский киноактёр, один из основателей Американской киноакадемии.
- 1896 — Ричард Дэй (ум. 1972), канадский и американский художник-постановщик, 7-кратный лауреат премии «Оскар».

### XX век
- 1901 — Густав Махаты (ум. 1963), чешский кинорежиссёр, сценарист и актёр.
- 1904 — Николай Разин (ум. 1983), учёный-гидротехник, член-корреспондент АН СССР, Герой Социалистического Труда.
- 1904 — Николай Тарасов (ум. неизвестно), майор РККА, командир 1-й МВДБр, полковник РОА
- 1905 — Николай Прозоровский (покончил с собой в 1935), советский киноактёр и режиссёр.
- 1907 — Мухаммеджан Касымов (ум. 1971), таджикский актёр театра и кино, театральный режиссёр, народный артист СССР.
- 1909 — Игорь Луковский (ум. 1979), советский сценарист, драматург, писатель.
- 1912 — Педро Армендарис (Педро Грегорио Армендарис Хастингс; ум. 1963), мексиканский киноактёр.
- 1914 — Карло Мария Джулини (ум. 2005), итальянский дирижёр и педагог.
- 1921 — Софи Шолль (казнена в 1943), немецкая студентка, активистка германского Сопротивления.

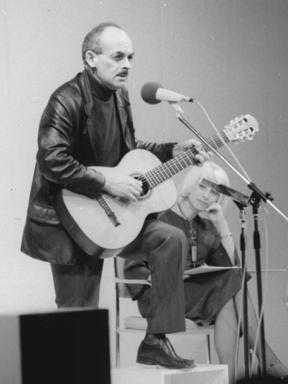
Булат Окуджава

- 1924 — Булат Окуджава (ум. 1997), советский и российский поэт, бард, автор песен, прозаик, сценарист.
- 1927 — Манфред Эйген (ум. 2019), немецкий физикохимик, нобелевский лауреат по химии (1967).
- 1928 — Панчо Гонсалес (ум. 1995), американский теннисист, 4-кратный победитель турниров Большого шлема, 8-кратный чемпион США, 4-кратный чемпион Уэмбли.
- 1932 — Игорь Ледогоров (ум. 2005), актёр театра и кино, народный артист РСФСР.
- 1936
  - Альберт Финни (ум. 2019), английский киноактёр и режиссёр, обладатель многих кинопремий.
  - Гленда Джексон (ум. 2023), британская актриса и политический деятель.
- 1940 — Джеймс Брукс, американский кинорежиссёр, сценарист, продюсер, лауреат 3 «Оскаров», «Золотого глобуса», 21 «Эмми».
- 1941
  - Инна Гулая (ум. 1990), советская актриса театра и кино, заслуженная артистка РСФСР.
  - Леонид Давиденко (ум. 2002), белорусский советский скульптор, живописец, график, педагог.
- 1945
  - Юпп Хайнкес, немецкий футболист, чемпион Европы (1972) и мира (1974), тренер.
  - Бехзод Юлдашев (ум. 2024), физик, организатор науки и общественный деятель, президент Академии наук Республики Узбекистан (2000—2005 годах).
- 1949 — Билли Джоэл, американский рок-певец, пианист, автор песен, обладатель 6 наград «Грэмми».
- 1952 — Виктор Резников (погиб в 1992), советский и российский композитор, поэт, автор песен, певец.
- 1962 — Дейв Гаан, британский музыкант, вокалист британской группы «Depeche Mode».
- 1965 — Стив Айзерман, канадский хоккеист, трёхкратный обладатель Кубка Стэнли, олимпийский чемпион (2002)
- 1968 — Наташа Пирц-Мусар, словенский государственный деятель; 5-й президент Словении.
- 1967 — Фёдор Бондарчук, российский актёр, кинорежиссёр, сценарист, телеведущий, продюсер.
- 1972 — Даниэла Силиваш, румынская гимнастка, трёхкратная олимпийская чемпионка (1988), многократная чемпионка мира и Европы.
- 1979 — Розарио Доусон, американская киноактриса, певица и писательница.
- 1980
  - Алексей Воевода, российский бобслеист, чемпион мира (2011) и Европы (2008, 2011), армрестлер.
  - Грант Хэкетт, австралийский пловец, трёхкратный олимпийский чемпион, 17-кратный чемпион мира.
- 1982
  - Рэйчел Бостон, американская актриса кино и телевидения, продюсер.
  - Линдсей Уэйлен, американская баскетболистка, двукратная олимпийская чемпионка, двукратная чемпионка мира.
- 1986 — Грейс Гаммер, американская актриса театра, кино и телевидения.
- 1990 — Дженнифер Эрмосо, испанская футболистка, чемпионка мира (2023).
- 1990 — Слава КПСС, русский баттл-рэпер и рэп-исполнитель.
- 1996
  - Мэри Маусер, американская актриса кино и телевидения.
  - Абдулрашид Садулаев, российский борец вольного стиля, двукратный олимпийский чемпион.

## Скончались
См. также: Категория:Умершие 9 мая

### До XIX века
- 1672 — Франсуа де Ла Мот Ле Байе (р. 1588), французский писатель.
- 1707 — Дитрих Букстехуде (р. 1637), немецкий композитор.
- 1760 — Николаус Цинцендорф (р. 1700), немецкий религиозный деятель.

### XIX век
- 1805 — Иоганн Фридрих Шиллер (р. 1759), немецкий поэт и драматург.
- 1850 — Жозеф Луи Гей-Люссак (р. 1778), французский физик и химик.
- 1862 — Леонтий Дубельт (р. 1792), глава тайной полиции при Николае I, управляющий III отделением (1839—1856).
- 1893 — Эдуард Алфред Каупер (р. 1819), английский инженер и изобретатель.

### XX век
- 1914 — Поль-Луи-Туссен Эру (р. 1863), французский инженер-химик.
- 1920 — Георгий Морозов (р. 1867), ботаник, географ, почвовед, один из основоположников российского лесоводства.
- 1931 — Альберт Абрахам Майкельсон (р. 1852), американский физик, измеривший скорость света, нобелевский лауреат (1907).
- 1933 — Джон Джарвис (р. 1872), британский пловец, двукратный олимпийский чемпион (1900).
- 1945
  - Кирилл Осипов (р. 1898), советский военно-морской деятель, контр-адмирал, начальник Тихоокеанского высшего военно-морского училища.
  - Николай Осипов (р. 1901), русский балалаечник, педагог, дирижёр, руководитель оркестра, заслуженный артист РСФСР.
- 1949 — Луи II (р. 1870), князь Монако (1922—1949).
- 1952
  - Николай Максимов (р. 1880), советский ботаник, академик АН СССР.
  - Михаил Морозов (р. 1897), советский литературовед, театровед, переводчик, исследователь творчества Шекспира.
- 1966 — Альфред Мендельсон (р. 1910), румынский композитор, дирижёр, педагог.
- 1972 — Ирина Вульф (р. 1907), советская актриса театра и кино, театральный режиссёр.
- 1977 — Джеймс Джонс (р. 1921), американский писатель.
- 1978 — убит Альдо Моро (р. 1916), итальянский политик, председатель Совета министров Италии (1963—1968 и 1974—1976).
- 1979 — казнён Хабиб Элгханиан (р. 1912), иранский бизнесмен еврейского происхождения.
- 1986 — Тенцинг Норгей (р. 1914), первовосходитель на Джомолунгму (Эверест) вместе с новозеландцем Эдмундом Хиллари.
- 1991 — погибла Янка Дягилева (р. 1966), советская рок-певица, автор песен.
- 1997 — Марко Феррери (р. 1928), итальянский кинорежиссёр.

### XXI век
- 2004
  - в результате теракта погиб Ахмат Кадыров (р. 1951), президент Чечни (2003—2004).
  - Перси Маршалл Янг (р. 1912), английский музыковед, дирижёр и композитор.
- 2009 — Анатолий Рубинов (р. 1924), советский и российский журналист, публицист, писатель.
- 2009 — Чак Дейли, американский баскетбольный тренер.
- 2010 — Лена Хорн (р. 1917), американская джазовая вокалистка, киноактриса.
- 2017 — Роберт Майлз (р. 1969), итальянский диджей и композитор, один из родоначальников жанра «дрим-хаус».
- 2019
  - Ариф Меликов (р. 1933), азербайджанский композитор, народный артист СССР.
  - Сергей Доренко (р. 1959), российский журналист, теле- и радиоведущий.
- 2020 — Литл Ричард (р. 1932), американский певец, пианист и композитор, отец рок-н-ролла.
- 2024 — Роджер Корман (р. 1926), американский кинорежиссёр и продюсер.
- 2025 — Евгений Клюев (р. 1954), советский, русский и датский поэт, прозаик, драматург, переводчик, журналист, педагог.

## Приметы
Глафиров день / Глафира Горошница
- В этот день крестьяне сажают горох и ранний картофель[15].